# Bellinda
Bellinda ist eine mittelfrühe, festkochende Speisekartoffelsorte.

## Beschreibung
Die Sorte wurde von Europlant gezüchtet. Sie ist aus der Belana hervorgegangen. Der EU-Sortenschutz wurde am 9. Oktober 2006 erteilt. Die Knollen sind oval bis langoval, die Schale glatt. Die Fleischfarbe ist tiefgelb.

## Anbau und Lagerung
Bellinda benötigt mittlere bis bessere Böden. Der Legeabstand beträgt 30 bis 32 cm, die Erträge sind mittel bis hoch. Bellinda weist Resistenzen gegen die Nematoden Ro1 und Ro4 auf. Sie ist anfällig für das Kartoffel-Y-Virus. Bellinda gilt als besonders lagerfähig.